# St. Stephanus (Westerhever)

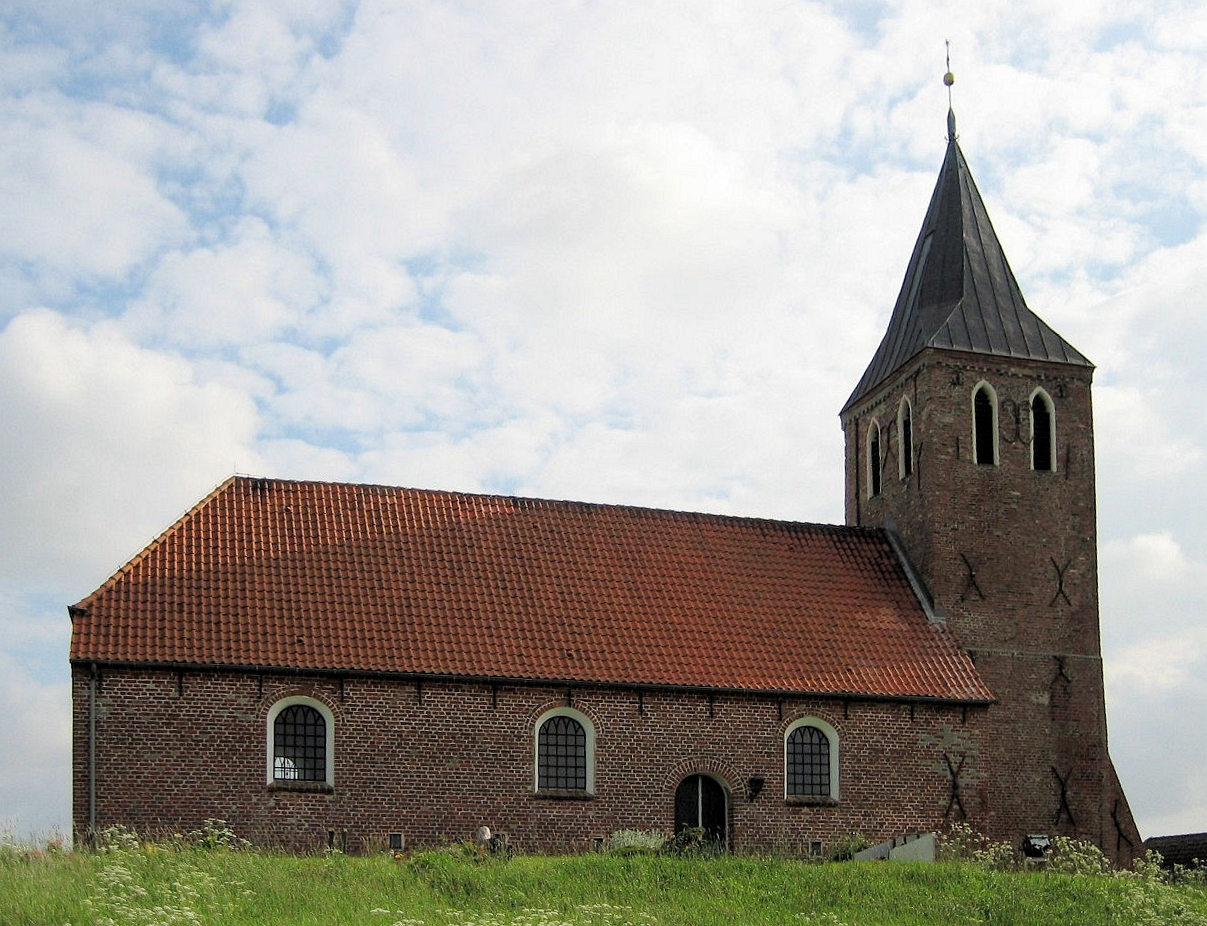
St. Stephanus, Ansicht von Norden

St. Stephanus ist die evangelische Kirche der Gemeinde Westerhever im Kreis Nordfriesland. Sie verdankt ihren Namen dem heiligen Stephanus, dem Diakon der Jerusalemer Urgemeinde, der zugleich als erster christlicher Märtyrer gilt.

## Bauwerk
Erbaut wurde die Kirche auf einer fast 5 Meter hohen Warft. Der Turm aus dem Jahr 1370 ist der älteste der insgesamt 18 evangelischen Kirchenbauten auf der Nordseehalbinsel Eiderstedt. Während er noch weitestgehend in seiner ursprünglichen Bauform erhalten ist, handelt es sich bei dem Kirchenschiff um einen späteren Bau aus dem Jahr 1804. Der Überlieferung zufolge dienten Steine der zerstörten Wogemannsburg zum Bau des ersten Kirchenschiffes sowie zur Verstärkung des Turmes.

## Innenausstattung

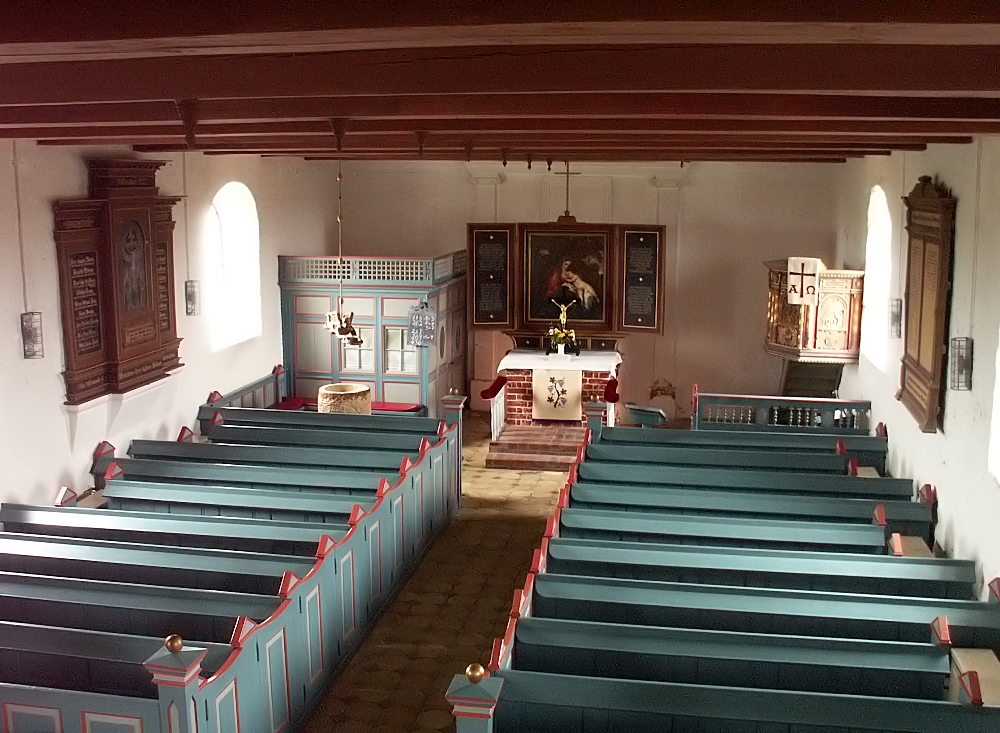
Kirchenraum von St. Stephanus, Westerhever

Die Kirche beherbergt den ältesten Taufstein Eiderstedts aus dem 12. Jahrhundert sowie das älteste Leuchterpaar Eiderstedts aus romanischer Zeit. An der geraden Wandung der Kuppa, zeigt sich ein breites Rankenfries mit Lilien. Die rostfarbene Oberkante ist wohl durch einen ehemaligen Eisenring oder eisenhaltiges Wasser zu erklären.

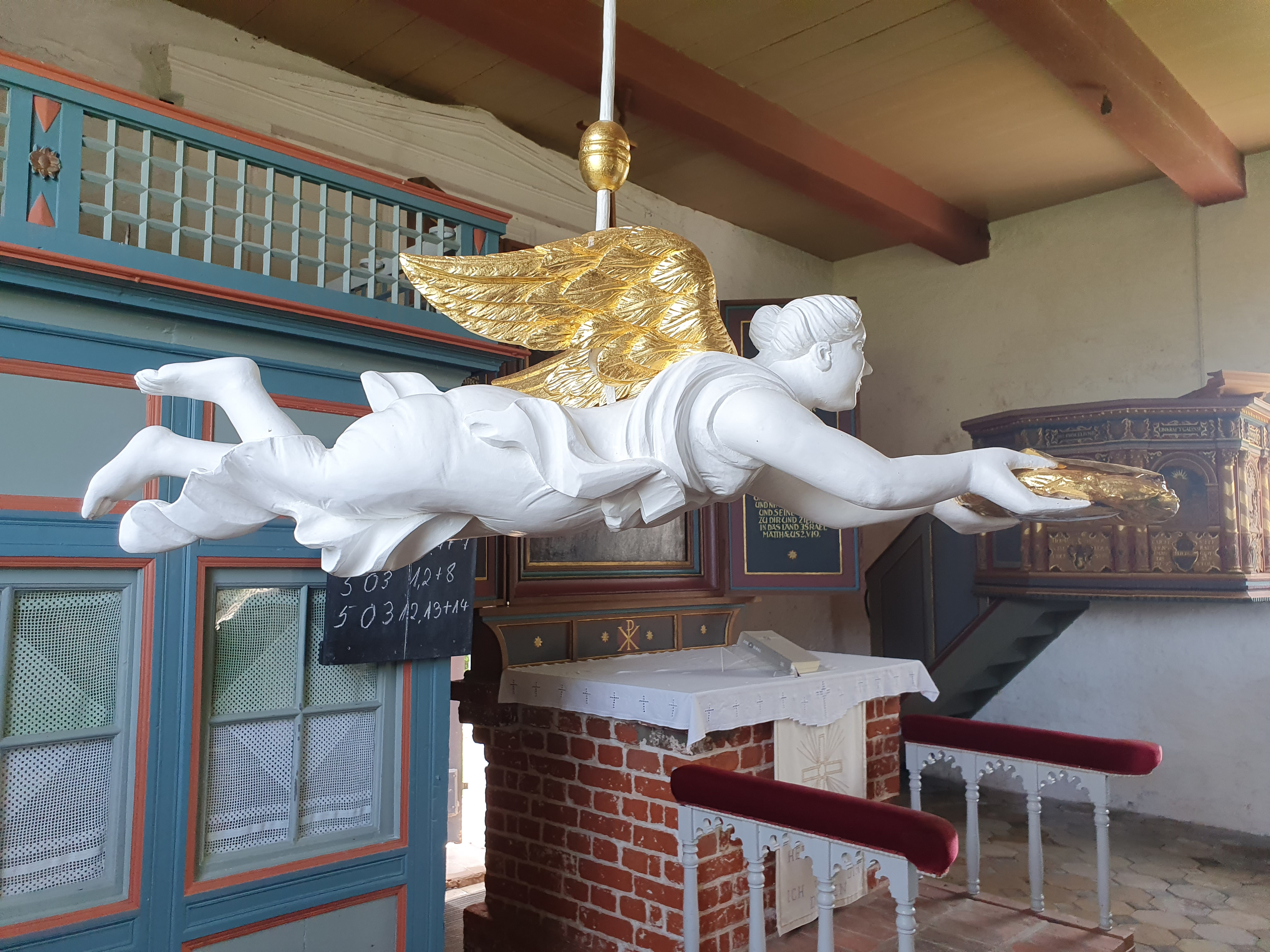
Taufengel

Über dem Taufstein befindet sich ein geschnitzter Taufengel aus dem Jahr 1805. Die 1,20 m lange Skulptur ist wohl im Rahmen einer Umgestaltung im Jahre 1804 für diese Kirche geschaffen worden, da in der Folge der Raumnot eine Lösung gefunden werden musste. Das einstmals reizvolles Stück ländlicher Holzschnitzerei mit einer schönen kunstvollen Fassung stellte sich bis vor 1980 dar. Eine Restaurierung in diesem Jahr verunstaltete die Figur so, dass alles Charakteristische verloren ging.
Das hellblau und rot gestaltete Gestühl der Kirche erinnert in Farbe und Ausstattung an das der Halligkirchen. Eine Besonderheit stellt die Tafel der Prediger seit der Reformation dar, die bis in die Gegenwart fortgeführt wird.
Die Kanzel aus der Spätrenaissance stammt aus dem Vorgängerbau. Im Neubau wurde sie über dem Altar an der Ostwand angebracht, so dass ein Kanzelaltar entstand, wie er in der Zeit der Aufklärung häufig war. In den 1960er Jahren wurde sie an ihren heutigen Platz an die Südseite verlegt. Der klassizistische Rahmen des Kanzelaltars ist an der Südwand erhalten. Auf dem Altar wurde ein Flügelaltar gestellt, bei dessen Altarbild es sich um eine Kopie des Werkes „Die heilige Familie“ des flämischen Malers Anthonis van Dyck handelt, das vom in Westerhever geborenen Künstler Jacob Alberts gemalt wurde. Alberts Grab befindet sich auf der Südseite der Kirche.

## Besichtigung
Eine Besichtigung der Kirche ist möglich. Die Kirche ist vom 15. März bis zum 31. Oktober von 8 bis 18 Uhr geöffnet.

## Weitere Ansichten

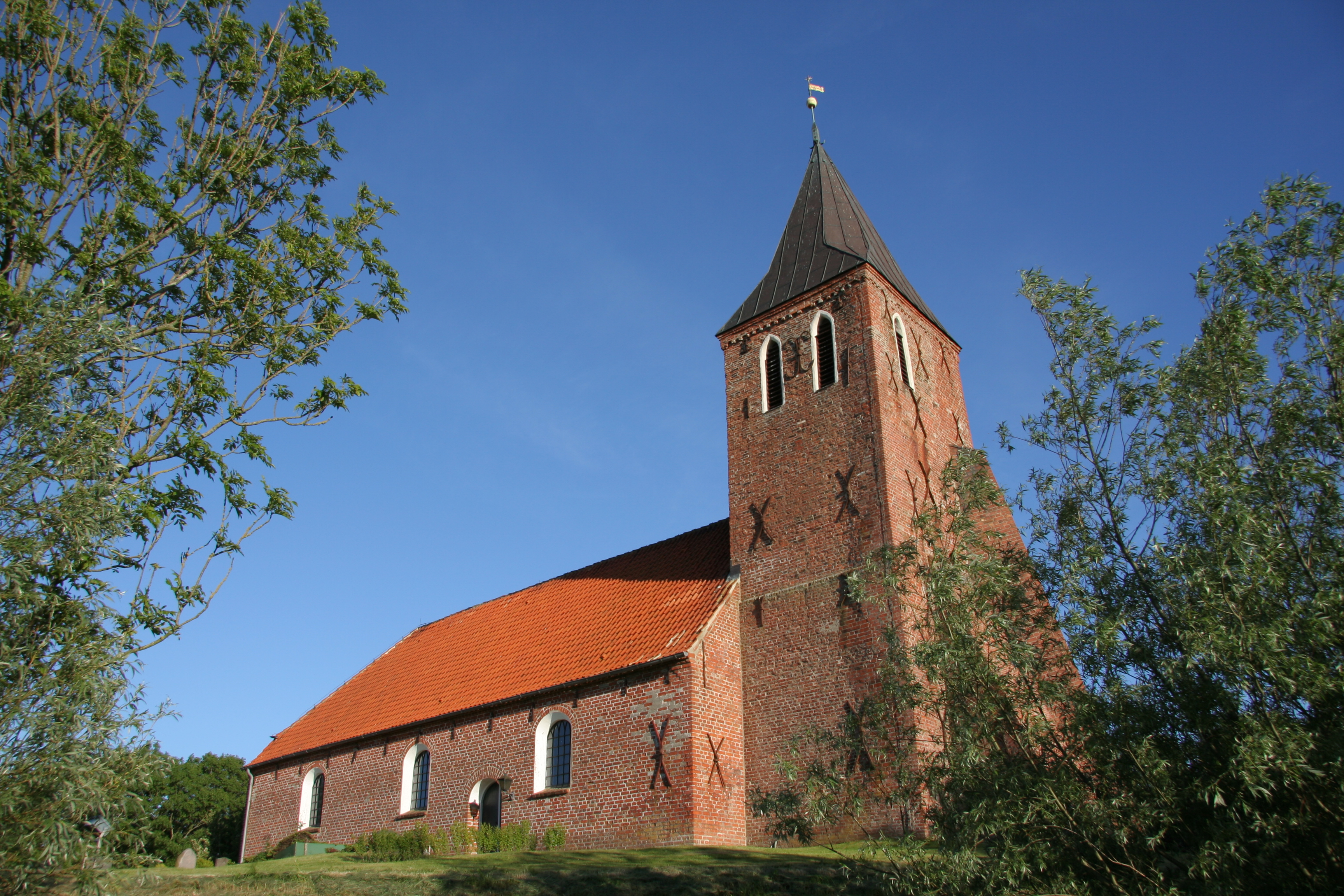
Straßenseitige Ansicht
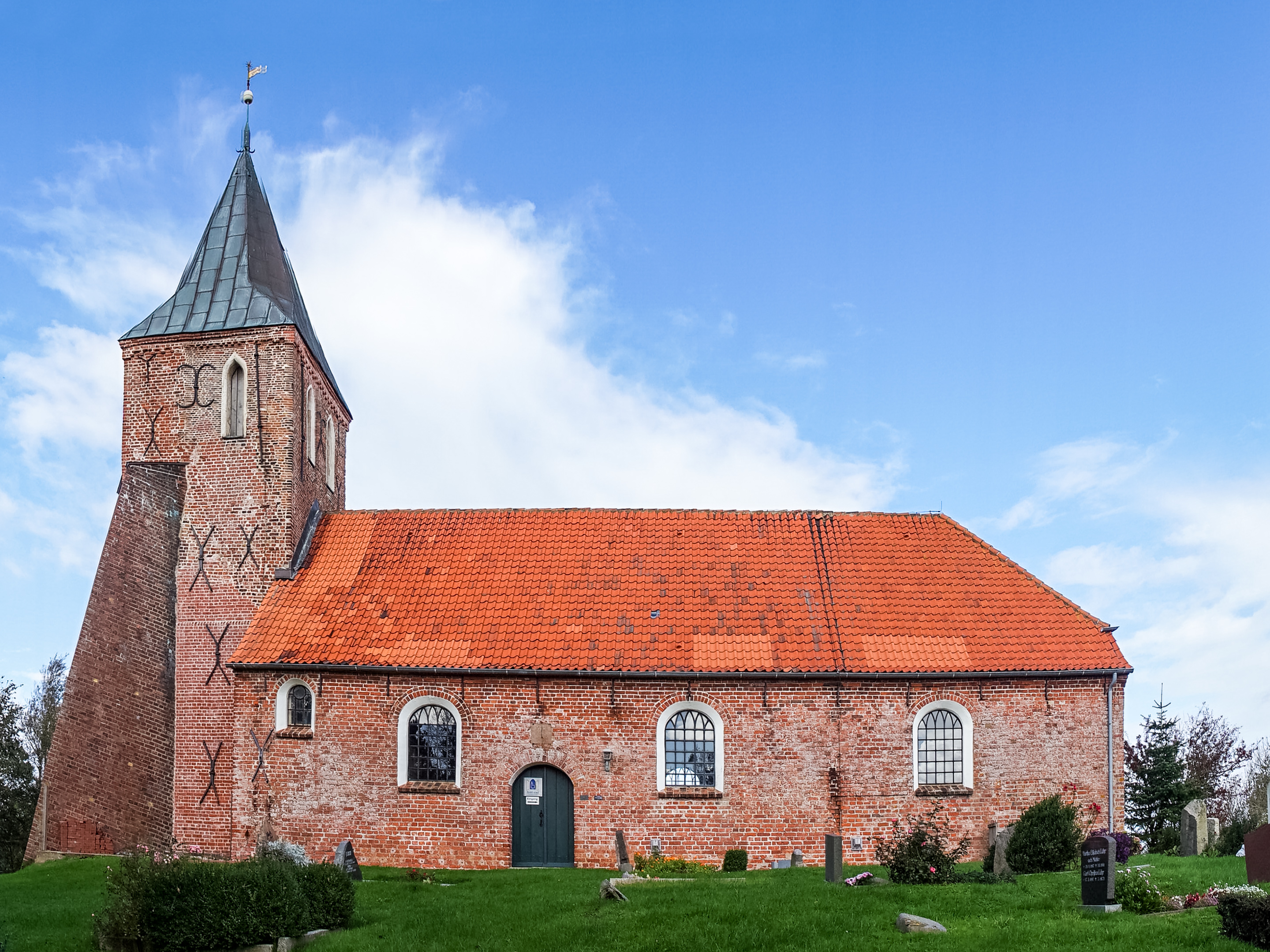
Blick auf die Südseite der Kirche
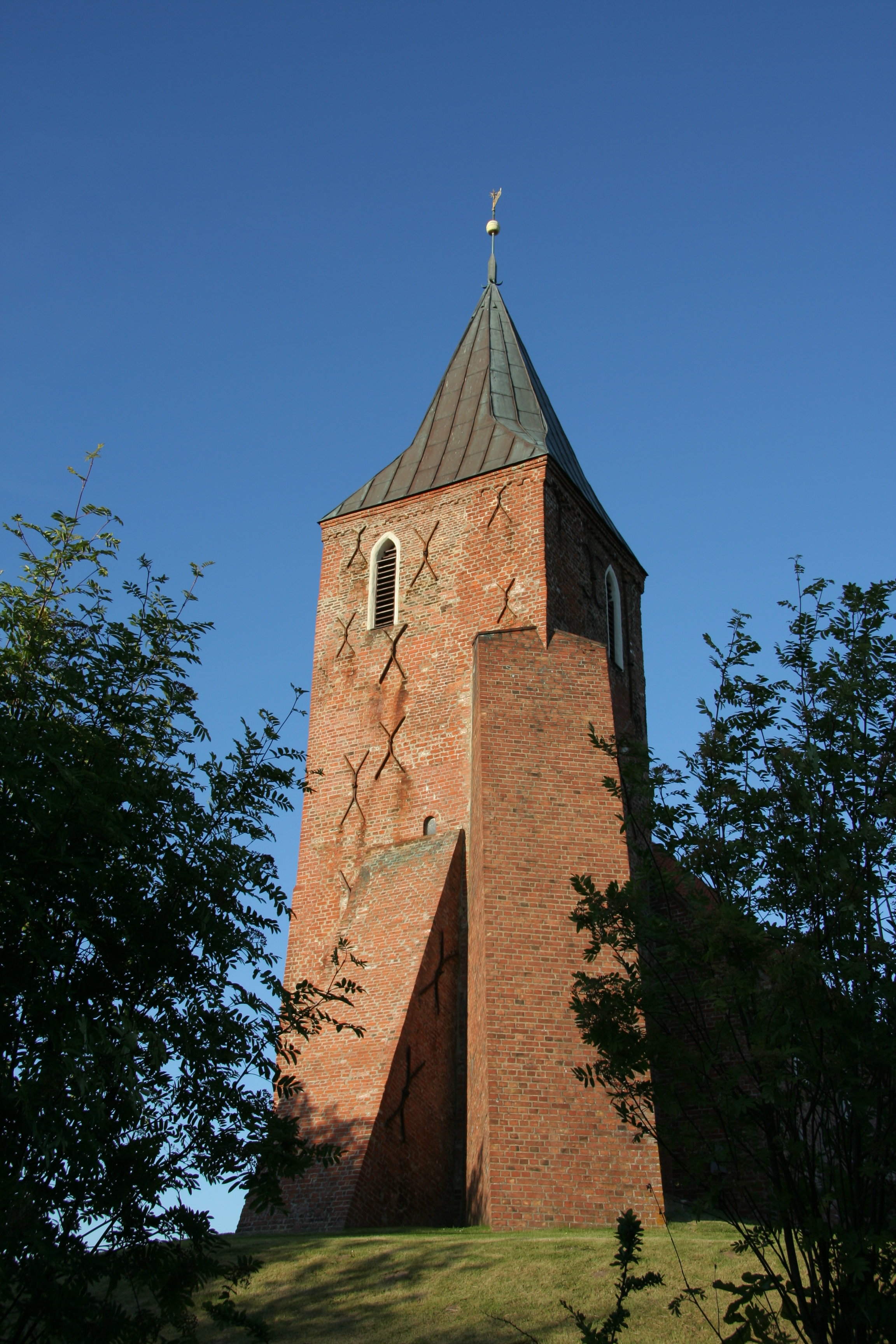
Massive Abstützung des Turms
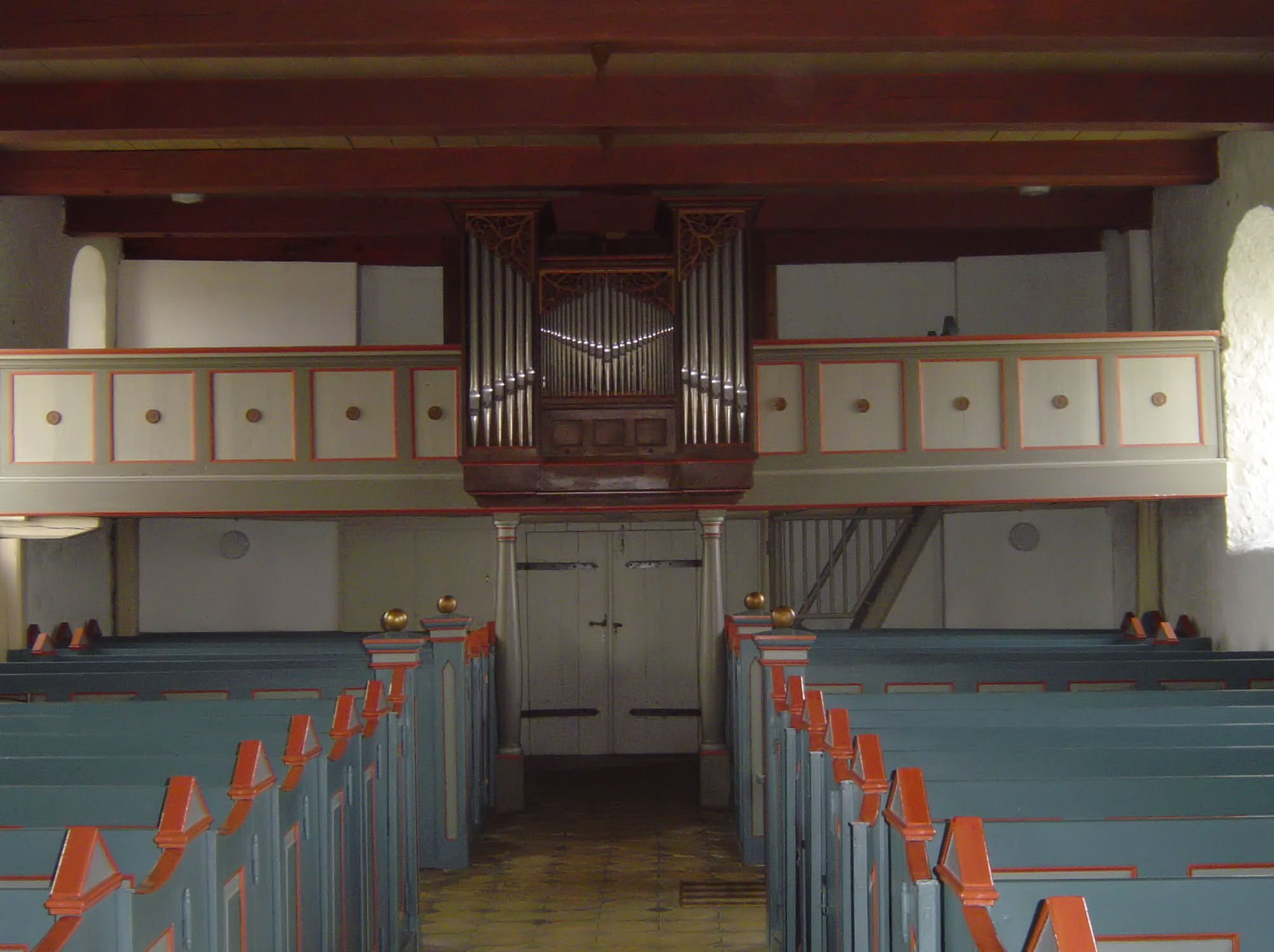
Innenansicht, Blick auf Empore und Orgel